# مستر برين

## معلومات الدراما
اسم الدراما : MR. BRAIN
 نوعها : كوميدي ، غموض
عدد حلقاتها : 8 حلقات
القناة : TBS
تاريخ العرض : 23 مايو 2009
نسبة المشاهدة : 11.61%
أغنية الشارة : جامب من أداء فان هالين

## نبذة
يعمل تسوكومو ريوسوكي في المعهد القومي لعلوم الشرطة ويعاني من خلل في عقله يعوقه من الانسجام التام مع الظروف الخارجية, لكنه عبقري ومبدع حينما يأتي الأمر للعلم. يحاول دائما تحليل الجرائم وكشف خفاياها
والتوصل الي المجرمين الذين تسببوا بها
دور كامي
يلعب كامي دور واكوي سينسي الطبيب الذي يعمل في المشفى الذي وقعت به حادثه غريبه تستدعي حضور الشرطة, تقع الجريمة أثناء تواجد تسوكومو ريوسكي في المشفى لذا يبدأ بـ فك ألغاز الجريمة التي تظهر حقيقتها في الأخير ويظهر معها مشاعر واكوي سينسي المتناقضة. حيث يتضح أن واكوي سينسي يواجه الكثير من المشاعر المختلطة والتي تعيقه في إتخاذ مسار معين.

## الممثلون
كيمورا تاكويا في دور تسوكومو ريوسكي
إياسي هاروكا في دور يوري كازوني
ميزوشيما هيرو في دور هاياشيما توارنوسكي
دور كامي
كاميناشي كازويا في دور واكوي ماساكازو (ضيف الحلقة 3)

## بعد العرض
نسبة المشاهدة
- الحلقة الأولى : 24.8 %
- الحلقة الثانية : 22.0 %
- الحلقة الثالثة : 16.3 %
- الحلقة الرابعة : 21.0 %
- الحلقة الخامسة : 18.5 %
- الحلقة السادسة : 18.1 %
- الحلقة السابعة : 18.3 %
- الحلقة الثامنة : 20.7 %
- متوسط نسبة المشاهدة : 20.0 %

## وصلات خارجية
- مستر برين على موقع IMDb (الإنجليزية)
- مستر برين على موقع كينوبويسك (الروسية)
- مستر برين على موقع قاعدة بيانات الفيلم (الإنجليزية)